# Souvenir

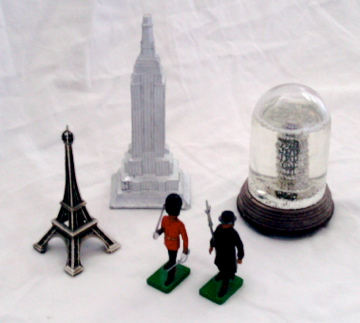
Souvenir provenienti da varie parti del mondo

Souvenir (parola francese il cui significato letterale è "ricordo") è un termine internazionale che viene usato per indicare l'oggetto-ricordo di vario tipo che ci si procura visitando luoghi di particolare interesse, col quale si vuole conservarne la memoria e ricordare l'evento a sé o agli altri.
Il souvenir può essere un semplice oggetto trovato o raccolto, una fotografia, un oggetto acquistato, con lo sviluppo del turismo di massa sono sorti anche negozi dedicati esclusivamente al commercio di questi oggetti in tutte le località turistiche.

## Storia
L'uso di acquistare dei "souvenirs" è sempre esistito, ma fu nel XVIII secolo, epoca in cui i viaggi per il mondo allora conosciuto ebbero un notevole incremento, che si cominciò a sfruttare commercialmente la propensione dei viaggiatori ad acquistare piccoli oggetti, che vennero confezionati all'uopo, da portare via per ricordare un particolare luogo che avevano visitato.
Ciò accadde in particolare per i luoghi significativi della religione, come santuari, chiese famose, e da lì, per analogia, l'uso passò anche ai siti turistici molto noti.

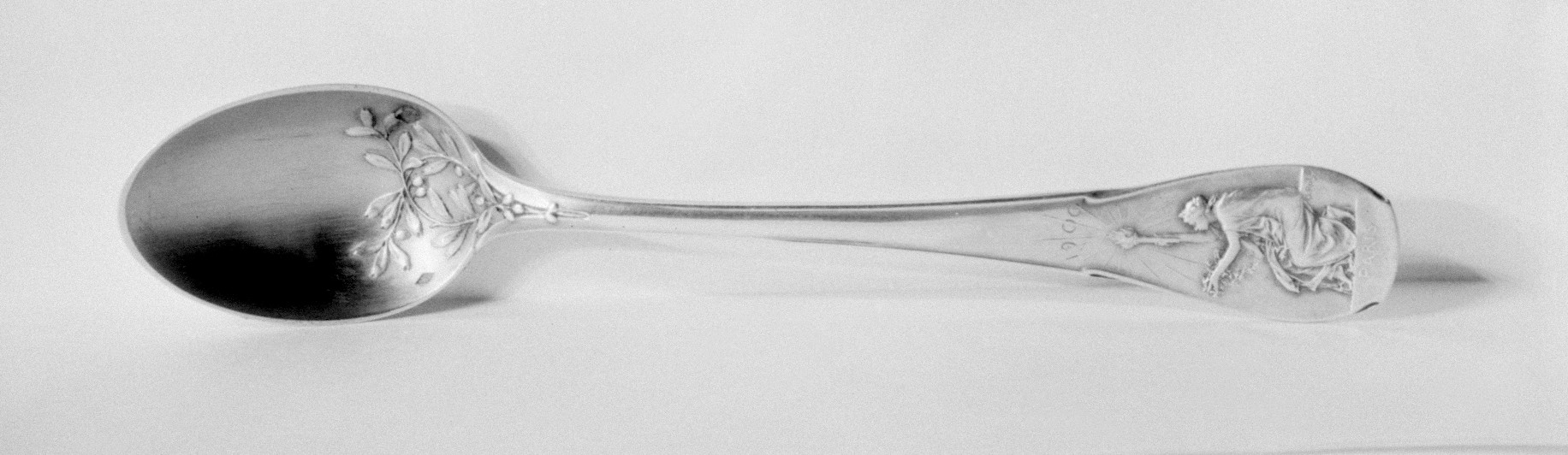
Cucchiaio Souvenir, prodotto dalla Charles Christofle (Metropolitan Museum)

Oggi in tutti i luoghi visitati da turisti si possono trovare bancarelle, piccoli o addirittura grandi negozi dove sono esposti souvenirs d'ogni genere, che possono essere oggetti in ceramica su cui sono dipinte immagini del luogo visitato, il cui nome è impresso sotto il paesaggio riprodotto, cartoline postali, fazzoletti di seta dipinti, scatoline in legno dipinto o inciso.

## Oggetti in vendita
Se il negozio di souvenirs è particolarmente importante e vi si vende merce più pregiata, è possibile trovare anche oggettini in avorio, come piccoli agorai (custodie create per aghi e spilli), ditali, lenti di ingrandimento col manico d'argento, anelli con pietre dure, collane, vasi di vetro inciso, ma anche oggetti meno preziosi come magneti del posto (generalmente di ceramica o plastica e con la scritta della località in cui ci si trova), oltre una serie di innumerevoli altri articoli unici nel loro genere e più o meno preziosi che recano tutti, però, il nome del luogo da cui provengono.
Esistono inoltre delle targhe vendute come souvenir di un viaggio nei negozi turistici. Come sulle targhe personalizzate, su di esse vengono spesso impressi nomi personali, frasi o scritte ironiche; tuttavia queste targhe non sono pensate per un uso ufficiale.
Negli Stati Uniti, per esempio, quasi tutti gli Stati vendono anche le cosiddette sample (esempio), targhe identiche a tutti gli effetti a quelle regolari ma anch'esse non utilizzabili su di un veicolo; generalmente riportano appunto la sigla "SAMPLE" o contengono nella sigla le lettere SAM o le cifre da tre a sei zeri.
Non di rado si trovano anche, incise o dipinte sugli oggetti-ricordo, frasi di dedica di carattere popolare, versi tratti da poesie di autori famosi o da canzoni note.